# Генератор Постмодернизма
Генератор Постмодернизма — компьютерная программа, которая автоматически создает имитации постмодернистского письма. Была создана в 1996 году Эндрю С. Булхаком из Университета Монаша. Нынешняя версия была отредактирована Джошом Лариосом. Построена на основе Dada Engine, системы для генерации случайного текста с использованием рекурсивной грамматики, поддержка которой прекратилась в 2000 году.
Содержание итоговой работы построено по принципу рекурсивной переходной сети — способа правильного формирования предложения. В эссе, которые создает данная программа, присутствуют сноски на несуществующую литературу, текст разбит на темы, а само содержание не несет в себе смысла. В web-версии программы текст генерируется каждый раз при загрузке сайта. Для создания нового текста достаточно обновить страницу.